# Wimbledon Championships 1966
Die 80. Auflage der Wimbledon Championships fand 1966 auf dem Gelände des All England Lawn Tennis and Croquet Club an der Church Road statt.

## Herreneinzel
Der Spanier Manuel Santana gewann seinen einzigen Titel in Wimbledon.

## Dameneinzel
Bei den Damen errang Billie Jean King ihren ersten von sechs Wimbledon-Einzeltiteln bis 1975. Im Finale setzte sie sich gegen die Vorjahressiegerin Maria Bueno in drei Sätzen durch.

## Herrendoppel
Ken Fletcher und John Newcombe errangen den Sieg im Herrendoppel.

## Damendoppel
Das Damendoppel konnten Maria Bueno und Nancy Richey für sich entscheiden.

## Mixed
Im Mixed verteidigten Margaret Smith und Ken Fletcher ihren Vorjahrestitel.

## Quelle
- J. Barrett: Wimbledon: The Official History of the Championships. Harper Collins Publishers, London 2001, ISBN 0-00-711707-8.